# 吉田有里
吉田有里（日语：／ Yoshida Yuri，1992年8月18日—），是日本的女性聲優，Sigma Seven e所屬。血型B型,身高151cm

## 人物
出身佐賀縣，身高151公分。
2012年，與松嵜麗及三上枝織一同演唱萌系歌曲「電擊作戰龍捲風」開始了她的演藝活動；而首次參與電視動畫的演出則是在2014年，擔任作品《未確認進行式》中三峰真白一角的聲優。
曾在廣播節目《吉田照美 飛べ!サルバドール》當中與同為聲優的前輩金田朋子一起演出，有製作人員覺得兩人的聲音十分相似。

## 演出作品
※粗體字代表主要角色。

### 電視動畫
2014年
- 未確認進行式（三峰真白[4]）
- 舞力四射（大烏紅葉）
- 卡片鬥爭!! 先導者G（先導郎）
- 巻き巻き！キノイくん（キノイくん）[5][6]

2015年
- Punch Line（千良之助[7]）
- Brave Beats（日语：ブレイブビーツ）（アドリーヌ）

2016年
- Divine Gate（梅塔波）

2017年
- 偶像事變（天羽來葉[8]）
- 雛子的筆記（黑柳瑠璃子[9]）
- URAHARA（白子）

2018年
- 魔法少女 我（妖魔）
- BanG Dream! Girls Band Party!☆PICO（北澤育美）
- 佐賀偶像是傳奇（廣播、拍立得會的客人B、殺女B、女校生歌迷A）

2019年
- BanG Dream! 2nd Season（北澤育美[10]）
- 童話魔法使（愛麗絲）
- 女高中生的虛度日常（おとも）
- 非洲的動物上班族（烏鴉、兔子的牙科助手、蕉鵑、鴕鳥）

2020年
- 地縛少年花子君（勿怪A）
- BanG Dream! 3rd Season（北澤育美）
- 卡片戰鬥!! 先導者 外傳 -if-（朱夏、先导郎）

2021年
- 工作細胞!!（乳酸菌〈黑〉）
- 佐賀偶像是傳奇 捲土重來（觀眾D、殺女B、弟子少女 ゐ）

2023年
- 放學後少年花子君（勿怪A[11]）

2024年
- 魔都精兵的奴隸（備前銀奈）

2025年
- Unnamed Memory 無名記憶 Act.2（米拉）
- 地縛少年花子君2（勿怪1[12]）

2026年
- 魔都精兵的奴隸2（備前銀奈[13]）

### 劇場版動畫
2017年
- KiraKira☆光之美少女 A La Mode 清脆出爐！回憶的法式千層酥！（巨大甜點〈究極的甜點怪物〉）

2018年
- FLCL Alternative（邊田友美〈ペッツ〉[14]）

2019年
- BanG Dream! FILM LIVE（北澤育美[15]）

2025年
- 屁屁偵探電影：星與月（怪盜I[16]）

### 網路動畫
2018年
- 怪物彈珠（哈姆西爾）

### 遊戲
2015年
- 益智戰隊Dena Ranger（海堂初）
- Punch Line（千良之助[17]）
- 三國志拼圖大戰（張母）

2016年
- 就算要我努力工作 酉（亞紗尼亞·羅多德道若[18]）
- 偶像事變（天羽來葉[19]）

2017年
- BanG Dream! 少女樂團派對（北澤育美）

2018年
- 溫泉女孩 湯之花收藏（金刀比羅桃萌[20]）
- 蒼之三國志（董白[21]）
- 恆星少女 -Do The Scientists Dream of Girls'Asterism？-（厄古班斯[22][23]）

2019年
- 少女與龍 -幻獸契約Cryptract-（蕾露[24]、梅莉娜[25]）

2020年
- 丸子与银河龙（阿尔可）

### 影像商品
2013年
- 未確認進行式 原作漫畫第4卷 附贈DVD限定版[26][27]

2014年
- 未確認進行式 BD&DVD vol.1,3,5,6[28][29]※映像特典

2015年
- 退散吧！西神社 Vol.1-2

2016年
- 未確認進行式 Blu-ray BOX 特典映像「未確認旅行式」[30]
- 退散吧！西神社 Vol.3-4

2017年
- SEASIDE SUMMER FESTIVAL 2016 〜Seaside大運動會〜[31]
- 退散吧！西神社 Vol.5-7

2018年
- 退散吧！西神社 Vol.8-9

2019年
- 退散吧！西神社 Vol.10-12
- FIVE STARS FESTIVAL 2018
- 春佳・彩花的SS频道COME²吉田有里

### 廣播
- 未確認進行式（音泉：2014年1月14日－2014年6月24日）
- Punch Line（音泉：2015年4月2日－）
- A&G NEXT BREAKS FIVE STARS（日语：A&G NEXT BREAKS FIVE STARS）（超!A&G+：2015年4月6日－）
- 吉田照美 飛べ!サルバドール（日语：吉田照美 飛べ!サルバドール）（文化放送：2015年5月26日）
- RADIO Animelo Mix 內山夕實與吉田有里的Yuyuraji（2015年－2019年，NICONICO動畫）[32]
- 《就算要我努力工作 酉》發售記念特別節目（2016年，音泉）[33]
- 丸子与阿尔可与银河广播（2020年，YouTube）

### 廣告
- KADOKAWA 月刊Comic電擊大王

### 其他
- Angel Festa!（日语：エンジェル・フェスタ!）（美月柚子[34]）
- 內山夕實與吉田有里的Yuyuraji LINE 貼圖1-4[35][36][37][38]※沒有聲音
- BanG Dream!×CoCo壹番屋活動（北澤育美[39])※錄製原創音頻

### 音樂CD
在「BanG Dream!」系列企划中作为「Hello, Happy World!」成员的音乐活动请参见「BanG Dream!音樂作品」。
| 販售日   | 標題                                               | 名義                                                                | 歌曲                                                   | 商業搭配                                     |
| 2012年   | 2012年                                             | 2012年                                                              | 2012年                                                 | 2012年                                       |
| -------- | -------------------------------------------------- | ------------------------------------------------------------------- | ------------------------------------------------------ | -------------------------------------------- |
| 12月29日 | 電波歌通信部 電擊作戰龍捲風                        | 妮可拉·T·藤井（吉田有里）、渡利杏樹（松嵜麗）、有栖川昴（三上枝織） | 「」 「you are the 」 「」                             | 《電波歌通信部》相關歌曲                     |
| 2014年   |                                                    |                                                                     |                                                        |                                              |
| 2月19日  | [ 40 ]                                             | [ 成員 1 ]                                                          | 「」                                                   | 電視動畫《未確認進行式》片頭曲               |
| 2月19日  | [ 40 ]                                             | [ 成員 1 ]                                                          | 「」                                                   | 電視動畫《未確認進行式》相關歌曲             |
| 2月19日  |                                                    | [ 成員 1 ]                                                          | 「」                                                   | 電視動畫《未確認進行式》片尾曲               |
| 2月19日  | 「」                                               | [ 成員 1 ]                                                          | 電視動畫《未確認進行式》相關歌曲                       |                                              |
| 3月19日  | 未確認角色歌03                                     | 三峰真白（吉田有里）                                                | 電視動畫《未確認進行式》相關歌曲                       | 「」 「」 「」                               |
| 3月19日  | 未確認進行式 DVD & Blu-ray Vol.1 人聲特典 角色歌CD | 雲雀高中1年3班                                                      | 電視動畫《未確認進行式》相關歌曲                       | 「」                                         |
| 4月16日  | 未確認進行式 DVD & Blu-ray Vol.2 人聲特典 角色歌CD | 三峰真白（吉田有里）                                                | 電視動畫《未確認進行式》相關歌曲                       | 「（starring 真白）」                        |
| 5月14日  | 未確認進行式 DVD & Blu-ray Vol.3 人聲特典 角色歌CD | 雲雀高中祕密組                                                      | 電視動畫《未確認進行式》相關歌曲                       | 「」                                         |
| 2015年   |                                                    |                                                                     |                                                        |                                              |
| 3月18日  | 未確認歌唱式                                       | [ 成員 1 ]                                                          | 「」                                                   | 電視動畫《未確認進行式》相關歌曲             |
| 11月25日 | Punch Line BD、DVD第5卷特典CD                      | 千良之助（吉田有里）                                                | 「WAKU-RABA!」                                         | 電視動畫《Punch Line》相關歌曲               |
| 12月28日 | / Twinkle Collector                                | FIVE STARS                                                          | 「」 「Twinkle Collector」                             | 廣播節目《A&G NEXT BREAKS FIVE STARS》主題曲 |
| 2017年   |                                                    |                                                                     |                                                        |                                              |
| 1月25日  |                                                    | SMILE♥X                                                             | 「」                                                   | 電視動畫《偶像事變》片頭曲                   |
| 1月25日  | 「」                                               | SMILE♥X                                                             | 遊戲《偶像事變》主題曲                                 |                                              |
| 3月22日  | アイドル事変 第1巻 特典CD                          | SMILE♥X                                                             | 遊戲《偶像事變》主題曲                                 | 「ときめき Full Throttle」                   |
| 3月22日  | Green Fairy                                        | Carbuncle                                                           | 遊戲《偶像事變》主題曲                                 | 「ワンダーランドの角砂糖」                   |
| 3月22日  | Green Fairy                                        | Carbuncle                                                           | 「Green Fairy」                                        | 电视动画《偶像事变》插曲                     |
| 9月27日  | ひなこのーと Blu-ray＆DVD 初回生産版特典CD         | 黑柳琉璃子（吉田有里）                                              | 「爛漫ロード」                                         | 电视动画《雏子的笔记》相关歌曲               |
| 10月18日 | イプシロン進化論                                   | Adhara                                                              | 「イプシロン進化論」 「孤高のピエロ」                  | 《温泉女孩》相关歌曲                         |
| 2019年   |                                                    |                                                                     |                                                        |                                              |
| 10月16日 | 温泉むすめコンプリートアルバム Vol.2               | Adhara                                                              | 「星に集いし乙女の物語-プロローグ-」 「覚醒 sinfonia」 | 《温泉女孩》相关歌曲                         |

### 團體成員
1. 1 2  夜之森小紅（照井春佳）、夜之森紅緒（松井惠理子）、三峰真白（吉田有里）
2. ↑  夜之森小紅（照井春佳）、三峰真白（吉田有里）、桃內真由羅（愛美）
3. ↑  夜之森小紅（照井春佳）、三峰真白（吉田有里）、末續木葉（藤田咲）
4. ↑  黑澤朋世、深川芹亞、田中美海、松田利冴、吉田有里
5. ↑  星菜夏月（八島莎拉拉）、鬼丸靜（淵上舞）、近堂幸惠（上田麗奈）、不動瑞希（Lynn）、飯塚櫻子（久保百合花）、桃井梅（仲谷明香）、天羽來葉（吉田有里）、小水流美香（赤﨑千夏）、闇†林檎大人（山本希望）
6. ↑  天羽来叶（吉田有里）、清水由奈（芹澤優）、雨宮唯奈（近藤唯）
7. 1 2  黑川姬乐（田中美海）、湯之川聖羅（野口瑠璃子）、月岡来瑠碧（西田望見）、花卷吹歌（飯田里穂）、乳頭和（三上枝織）、白骨朋依（新田日和）、金毘罗桃萌（吉田有里）

## 外部連結
- （日語）事務所公開簡歷 （页面存档备份，存于）
- （日語）ゆーり生態記録(仮) （页面存档备份，存于）（吉田有里的部落格）